# Woody Harrelson
Pour les articles homonymes, voir Harrelson.
Woodrow Tracy Harrelson, dit Woody Harrelson (prononcé en anglais : [ˈwʊdi ˈhærəlsən]), est un acteur américain, né le 23 juillet 1961 à Midland (Texas).
Il est révélé au grand public grâce au rôle du barman Woody Boyd (en) de la série télévisée comique Cheers (1985-1993). Après les comédies Doc Hollywood (1991) et Les Blancs ne savent pas sauter (1992), sa carrière prend un véritable tournant avec le film Tueurs nés (1994) d'Oliver Stone, mais surtout grâce à son interprétation du rôle titre du film Larry Flynt (1996) de Miloš Forman, qui lui vaut d'être nommé à l'Oscar du meilleur acteur.
Par la suite, il tourne pour de grands réalisateurs comme Richard Linklater dans A Scanner Darkly (2006) ou encore Joel et Ethan Coen dans No Country for Old Men (2007). Il est également nommé à l'Oscar du meilleur acteur dans un second rôle, pour The Messenger (2009).
La fin des années 2000 le voit apparaitre dans de grosses productions, étant notamment Tallahassee dans les comédies zombiesques Bienvenue à Zombieland (2009) et Retour à Zombieland (2019), Haymitch Abernathy dans la saga Hunger Games (2012-2015), le colonel McCullough dans La Planète des singes : Suprématie (2017), Tobias Beckett dans Solo: A Star Wars Story (2018) et Cletus Kasady / Carnage dans Venom (2018), rôle qu'il reprend dans Venom: Let There Be Carnage (2021).
En parallèle, il fait des apparitions remarquées à la télévision dans le téléfilm Game Change (2012) et la première saison de l'anthologie True Detective (2014), tout en jouant dans des films très bien accueillis comme Sept Psychopathes (2012), The Edge of Seventeen (2016), Three Billboards (2017) — qui lui vaut une nouvelle nomination à l'Oscar du meilleur acteur dans un second rôle — ou encore Sans filtre, palme d'or 2022.
Woody est un militant très actif pour la cause vegan.

## Biographie

### Jeunesse
Woodrow Tracy Harrelson est le fils du tueur à gages Charles Harrelson (1938-2007), né à Huntsville, au Texas, qui prétend avoir participé au complot de l'assassinat de John F. Kennedy, avec Lee Harvey Oswald,,. Charles Harrelson est emprisonné à vie en 1979 à l'ADX Florence pour le meurtre du juge fédéral John H. Wood, Jr. le 29 mai 1979 à San Antonio. Sa mère est Diane Lou née Oswald à Lebanon, dans l'Ohio. Il va s'installer dès 1973 (9 ans après le divorce de ses parents) avec sa mère dans la ville natale de cette dernière.
Après avoir obtenu un diplôme d'anglais et d'art dramatique au Hanover College dans l'Indiana, Woody Harrelson commence sa carrière sur le petit écran.

### Débuts de carrière

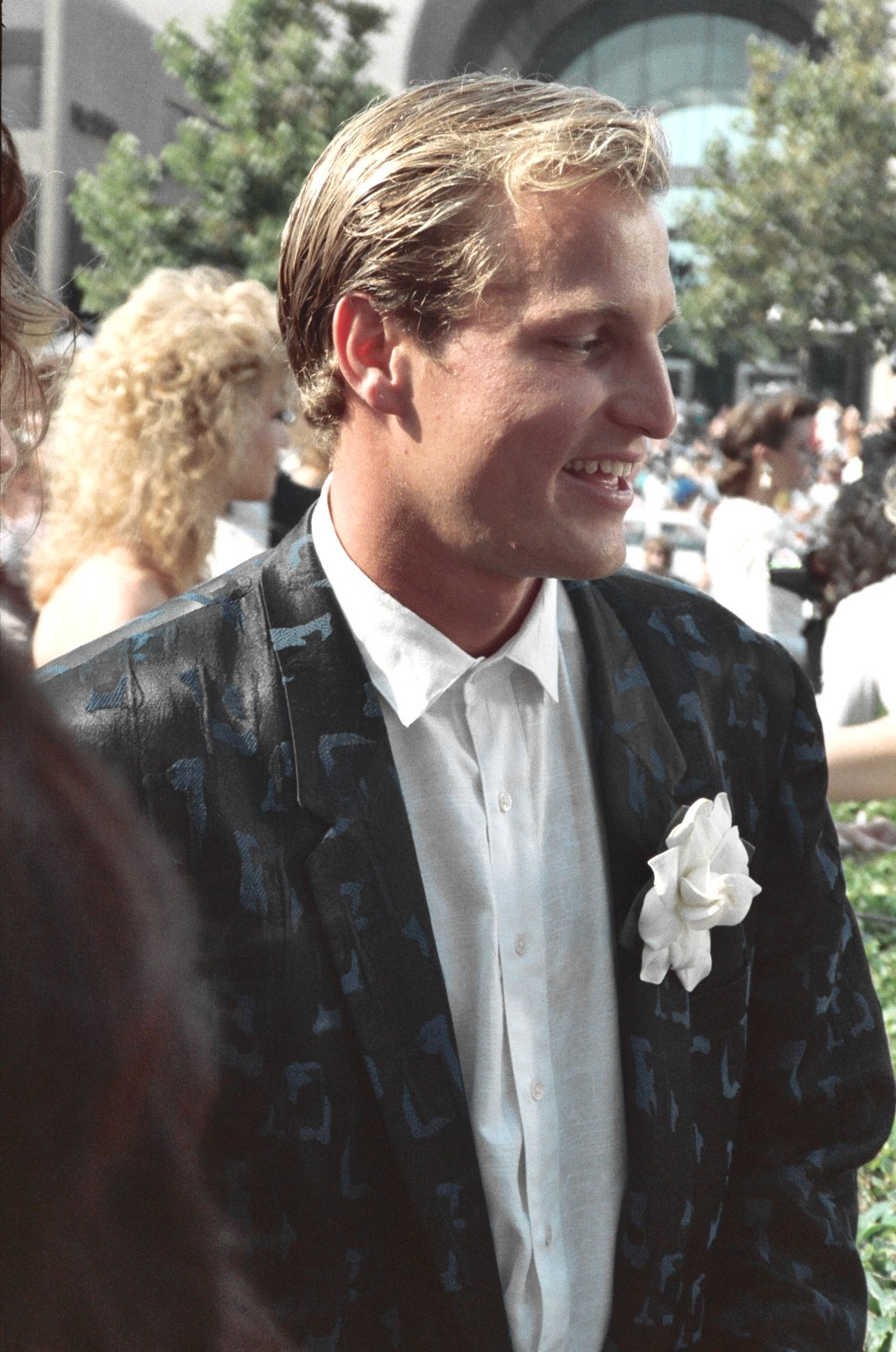
Woody Harrelson en 1988.

En 1985, il rejoint la distribution de la série américaine à succès Cheers, pour laquelle il obtient le Primetime Emmy Award du meilleur acteur dans un second rôle dans une série télévisée comique en 1989. Il débute au cinéma en interprétant un étudiant, joueur de football américain, dans la comédie Femme de choc (1986). Dans ce premier film, Woody Harrelson a pour partenaire Wesley Snipes, à qui il donnera de nouveau la réplique dans Les Blancs ne savent pas sauter et le film policier Money Train. Il devient ensuite l'époux de Demi Moore dans Proposition indécente en 1993.
Le succès s'offre à lui après avoir occupé la tête d'affiche de deux films controversés : Tueurs nés d'Oliver Stone, dans lequel il incarne Mickey Knox, un tueur en série adepte de l'ultra-violence gratuite, ainsi que Larry Flynt de Miloš Forman, dans lequel sa prestation de nabab du porno américain lui vaut d'être nommé à l'Oscar du meilleur acteur.

### Variété de rôles

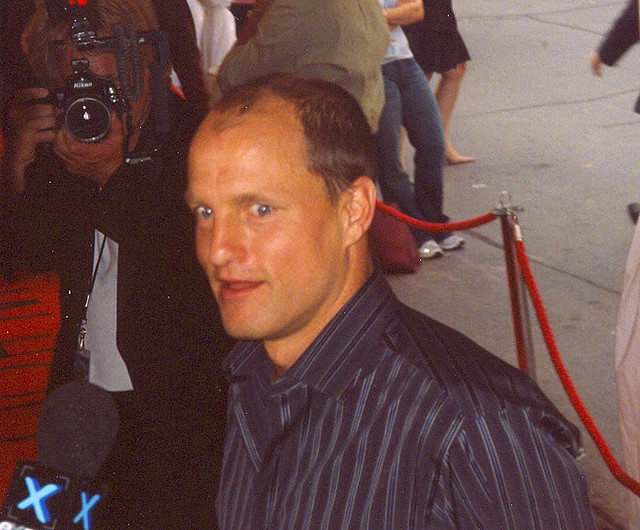
Harrelson au festival international du film de Toronto 2005 pour L'Affaire Josey Aimes.

Profitant, grâce à ces deux films, d'un prestige grandissant, Woody Harrelson se tourne vers des rôles plus « sages » : cancérologue pris en otage dans The Sunchaser, journaliste américain prenant fait et cause pour une jeune Bosniaque dans Bienvenue à Sarajevo, petit fermier revendiquant son indépendance dans The Hi-Lo Country, frère cocu de Matthew McConaughey dans En direct sur Ed TV ou encore boxeur, partenaire d'Antonio Banderas dans Les Adversaires. Parallèlement, il n'hésite pas à se contenter de petits rôles ou de simples apparitions dans Des hommes d'influence, Self Control, où il interprète un travesti et She Hate Me de Spike Lee.
En 2005, il donne la réplique à Charlize Theron dans L'Affaire Josey Aimes, puis rejoint la distribution du dernier film de Robert Altman, The Last Show, ainsi que celui de A Scanner Darkly de Richard Linklater, aux côtés de Keanu Reeves et Robert Downey Jr. Membre de l'opéra sanglant orchestré par Joel et Ethan Coen en 2007 pour No Country for Old Men, Woody Harrelson effectue ensuite un impressionnant grand écart en passant d'un drame centré sur les manifestations anti-OMC de 1999 dans Bataille à Seattle de Stuart Townsend, à une comédie sur le basket avec Will Ferrell dans Semi-pro.
En 2008, il joue dans 2012, inspirée d'une prophétie Maya qui daterait la fin de nos civilisations au 21 décembre 2012. En 2009, il joue dans le film Bienvenue à Zombieland dans le rôle d'un des survivants, Tallahassee. Il reprend ce rôle en 2019 dans la suite Retour à Zombieland (Zombieland: Double Tap) du même réalisateur, Ruben Fleischer. En 2011, il est invité par Ziggy Marley à chanter le titre homonyme de son album Wild and Free. En 2012, il joue le rôle de Haymitch Abernathy dans le premier volet de la série de films Hunger Games, tiré de la saga éponyme, le reprenant en 2013 dans le deuxième volet, Hunger Games : Embrasement. Le personnage le fera connaître auprès d'un public plus jeune.
En 2013, il fait partie de la distribution du film Insaisissables aux côtés de Jesse Eisenberg, Mark Ruffalo, Morgan Freeman et Michael Caine, réalisé par le Français Louis Leterrier, dans lequel il joue le rôle du mentaliste dans l'équipe de magiciens dite des quatre cavaliers. Il reprend ce rôle en 2016 dans la suite Insaisissables 2 réalisée par Jon Chu. Vegan, il ouvre son restaurant Sage situé à Culver City en Californie,.
En 2014, il donne à nouveau la réplique à Matthew McConaughey dans la première saison de la série de la chaîne HBO, True Detective, qui remporte à la fois un succès critique et public. En 2015, il joue le rôle principal d'un court métrage illustrant la chanson de U2 Song for Someone. Il y est accompagné de sa fille, Zoé. En 2017, il joue le rôle du principal antagoniste de La Planète des singes : Suprématie et incarne le shérif Bill Willoughby, chef de la police d'Ebbing, dans le film Three Billboards : Les Panneaux de la vengeance. En 2018, il incarne Tobias Beckett dans Solo: A Star Wars Story de Ron Howard, spin-off de la saga Star Wars centré sur Han Solo. Il retrouve ensuite le réalisateur de Bienvenue à Zombieland, Ruben Fleischer, pour Venom, d'après le personnage de Marvel Comics.

## Filmographie

### Cinéma

#### Longs métrages
- 1978 : Harper Valley P.T.A. (en) de Richard C. Bennett (figuration)
- 1986 : Femme de choc (Wildcats) de Michael Ritchie : Krushinski
- 1991 : Ted and Venus de Bud Cort : le vétéran du Viêt Nam sans domicile
- 1991 : L.A. Story de Mick Jackson : le patron de Harris
- 1991 : Doc Hollywood de Michael Caton-Jones : Hank Gordon
- 1992 : Les Blancs ne savent pas sauter (White Men Can't Jump) de Ron Shelton : Billy Hoyle
- 1993 : Proposition indécente (Indecent Proposal) d'Adrian Lyne : David Murphy
- 1994 : La Petite Star (I'll Do Anything) de James L. Brooks : Ground Zero Hero
- 1994 : Deux Cow-boys à New York (The Cowboy Way) de Gregg Champion (en) : Pepper Lewis
- 1994 : Tueurs nés (Natural Born Killers) d'Oliver Stone : Mickey Knox
- 1995 : Money Train de Joseph Ruben : Charlie
- 1996 : The Sunchaser de Michael Cimino : Dr Michael Reynolds
- 1996 : Strike (Kingpin) de Peter et Bobby Farrelly : Roy Munson
- 1996 : Larry Flynt (The People vs. Larry Flynt) de Miloš Forman : Larry Flynt
- 1997 : Bienvenue à Sarajevo de Michael Winterbottom : Flynn
- 1997 : Des hommes d'influence (Wag the Dog) de Barry Levinson : Sergent William Schumann
- 1998 : La Ligne rouge (The Thin Red Line) de Terrence Malick : Sergent Keck
- 1998 : Palmetto de Volker Schlöndorff : Harry Barber
- 1998 : Welcome to Hollywood d'Adam Rifkin et Tony Markes : lui-même
- 1999 : The Hi-Lo Country de Stephen Frears : Big Boy Matson
- 1999 : En direct sur Ed TV (Edtv) de Ron Howard : Ray Pekurny
- 1999 : Les Adversaires (Play It to the Bone) de Ron Shelton : Vince Boudreau
- 1999 : Austin Powers 2 : L'Espion qui m'a tirée (Austin Powers: The Spy Who Shagged Me) de Jay Roach : lui-même
- 2003 : Self Control de Peter Segal : Galaxya/Gardien de sécurité
- 2003 : Le Casse (Scorched) de Gavin Grazer : Woods
- 2004 : She Hate Me de Spike Lee : Leland Powell
- 2004 : Coup d'éclat (After the Sunset) de Brett Ratner : Stan Lloyd
- 2005 : The Big White de Mark Mylod : Raymond
- 2005 : L'Affaire Josey Aimes (North Country) de Niki Caro : Bill White
- 2005 : The Prize Winner of Defiance, Ohio de Jane Anderson : Kelly Ryan
- 2006 : A Scanner Darkly de Richard Linklater : Luckman
- 2006 : The Last Show (A Prairie Home Companion) de Robert Altman : Dusty
- 2007 : Very Bad Strip, la cave se rebiffe ! (The Grand) de Zak Penn : One Eyed Jack Faro
- 2007 : The Walker de Paul Schrader : Carter Page III
- 2007 : No Country for Old Men - Non, ce pays n'est pas pour le vieil homme (No Country for Old Men) de Joel et Ethan Coen : Carson Wells
- 2008 : Bataille à Seattle (Battle in Seattle) de Stuart Townsend : Dale
- 2008 : Surfer, Dude de S.R. Bindler : Jack Mayweather
- 2008 : Transsibérien de Brad Anderson : Roy
- 2008 : Love Manager de Stephen Belber : Jango
- 2008 : Sleepwalking de Willam Maher : Randall
- 2008 : Semi-pro de Kent Alterman : Monix
- 2009 : Sept Vies (Seven Pounds) de Gabriele Muccino : Ezra Turner
- 2009 : 2012 de Roland Emmerich : Charlie Frost
- 2009 : Bienvenue à Zombieland (Zombieland) de Ruben Fleischer : Tallahassee
- 2009 : The Messenger d'Oren Moverman : Tony Stone
- 2010 : Defendor de Peter Stebbings : Arthur Poppington / Defendor
- 2010 : Bunraku de Guy Moshe : le gérant du bar
- 2011 : Sexe entre amis (Friends with Benefits) de Will Gluck : Tommy
- 2012 : Hunger Games (The Hunger Games) de Gary Ross : Haymitch Abernathy
- 2012 : Rampart d'Oren Moverman : Dave Brown
- 2012 : Sept Psychopathes (Seven Psychopaths) de Martin McDonagh : Charlie
- 2013 : Insaisissables (Now You See Me) de Louis Leterrier : Merritt McKinney
- 2013 : How to make money selling drugs (en) de Matthew Cooke (en) : lui-même
- 2013 : Les Brasiers de la colère (Out of the Furnace) de Scott Cooper : Curtis DeGroat
- 2013 : Hunger Games : L'Embrasement (The Hunger Games: Catching Fire) de Francis Lawrence : Haymitch Abernathy
- 2014 : Hunger Games : La Révolte, partie 1 (The Hunger Games : Mockingjay: Part 1) de Francis Lawrence : Haymitch Abernathy
- 2015 : Hunger Games : La Révolte, partie 2 (The Hunger Games : Mockingjay: Part 2) de Francis Lawrence : Haymitch Abernathy
- 2016 : Triple 9 de John Hillcoat : le détective Jeffrey Allen
- 2016 : Insaisissables 2 (Now You See Me: The Second Act) de Jon M. Chu : Merritt McKinney / Chase McKinney
- 2016 : The Duel de Kieran Darcy-Smith (en) : Abraham Brant
- 2016 : The Edge of Seventeen de Kelly Fremon : M. Bruner
- 2016 : L. B. Johnson, après Kennedy (LBJ) de Rob Reiner : Lyndon B. Johnson
- 2017 : Wilson de Craig Johnson : Wilson
- 2017 : La Planète des singes : Suprématie (War for the Planet of the Apes) de Matt Reeves : Colonel McCullough / Konel
- 2017 : Le Château de verre (The Glass Castle) de Destin Daniel Cretton : Rex Walls
- 2017 : Three Billboards : Les Panneaux de la vengeance (Three Billboards Outside Ebbing, Missouri) de Martin McDonagh : le shérif Bill Willoughby
- 2017 : Lost in London : Lui-même de lui-même
- 2018 : Solo: A Star Wars Story de Ron Howard : Tobias Beckett
- 2018 : Shock and Awe de Rob Reiner : Jonathan Landay
- 2018 : Venom de Ruben Fleischer : Cletus Kasady / Carnage (caméo)
- 2019 : The Highwaymen de John Lee Hancock : Maney Gault
- 2019 : Midway de Roland Emmerich : l'amiral Chester Nimitz
- 2019 : Retour à Zombieland (Zombieland: Double Tap) de Ruben Fleischer : Tallahassee
- 2020 : Mission régénération (Kiss the Ground) de Joshua Tickell et Rebecca Harrell Tickell : le narrateur
- 2021 : Kate de Cédric Nicolas-Troyan : Varrick « V »
- 2021 : Venom: Let There Be Carnage d'Andy Serkis : Cletus Kasady / Carnage
- 2022 : The Man from Toronto de Patrick Hughes : « the Man from Toronto »
- 2022 : Sans filtre (Triangle of Sadness) de Ruben Östlund : le capitaine Thomas Smith
- 2023 : Champions de Bobby Farrelly : Marcus Marakovich (également producteur délégué)
- 2024 : Suncoast (en) de Laura Chinn (en) : Paul
- 2024 : To The Moon (Fly Me to the Moon) de Greg Berlanti : Moe Berkus
- 2025 : Ella McCay de James L. Brooks
- 2025 : Last Breath d'Alex Parkinson : Duncan Allcock
- 2025 : Insaisissables 3 (Now You See Me 3) de Ruben Fleischer : Merritt McKinney
- 2025 : Ella McCay de James L. Brooks

#### Films d'animation
- 1993 : Le Voleur et le Cordonnier de Richard Williams : Eilkay (2e voix )
- 2006 : Libérez Jimmy (Slipp Jimmy fri) de Christopher Nielsen : Roy Arnie (voix anglaise)
- 2013 : Drôles de dindes (Free Birds) de Jimmy Hayward : Jake (voix originale)
- 2025 : La Ferme des animaux (Animal Farm) d'Andy Serkis

### Télévision
- 1985-1993 : Cheers : Woody Boyd
- 1987 : Le Mystère de la baie (Bay Coven) : Slater
- 1988 : Cool Blue : Dustin
- 1988 : Killer Instinct : Charlie Long
- 1990 : Cheers: 20th Anniversary Special : Woody
- 1990 : Mother Goose Rock 'n' Rhyme (en) : Lou the Lamb
- 1993 : Cheers: Last Call! : Woodrow Tiberius 'Woody' Boyd
- 1994 : Les Simpson (The Simpsons) - Saison 6, épisode 11 : Woody Boyd (voix)
- 1996 : Spin City - Saison 1, épisode 9 : Tommy Dugan
- 2001 : Will et Grace (Will and Grace) - Saison 3 et 4, 7 épisodes : Nathan, le petit ami de Grace
- 2012 : Game Change (téléfilm) de Jay Roach : Steve Schmidt
- 2014 : True Detective : Martin Hart
- 2023 : White House Plumbers (en) : E. Howard Hunt

### Clip
- 2015 : Song for Someone de U2, réalisé par Vincent Haycock

## Théâtre
- 1985-1986 : Biloxi Blues de Neil Simon, mise en scène de Gene Saks, Neil Simon Theatre
- 1999-2000 : The Rainmaker de N. Richard Nash, mise en scène de Scott Ellis, Brooks Atkinson Theatre

## Distinctions principales

### Récompenses
- American Comedy Awards 1987 : « nouveau venu le plus marrant » dans une série télévisée comique pour Cheers
- Primetime Emmy Awards 1989 : Meilleur acteur dans un second rôle dans une série télévisée comique pour Cheers
- MTV Movie Awards 1994 : meilleur baiser avec Demi Moore pour Proposition indécente
- Razzie Awards 1994 : pire second rôle masculin pour Proposition indécente
- Festival international du film de Flandre-Gand 2008 : Lauréat du Prix Joseph Plateau.
- Film Independent's Spirit Awards 2010 : meilleur acteur dans un second rôle pour The Messenger.
- Festival de télévision de Monte-Carlo 2012 : meilleur acteur dans un téléfilm pour Game Change

### Nominations
- American Comedy Awards 1990 : acteur le plus marrant dans un second rôle d'une série télévisée comique pour Cheers.
- Oscars 1997 : meilleur acteur pour Larry Flynt
- Saturn Awards 2009 : meilleur acteur dans un second rôle pour Transsibérien
- Chicago Film Critics Association Awards 2009 : meilleur acteur dans un second rôle pour The Messenger
- Saturn Awards 2010 : meilleur acteur dans un second rôle pour Bienvenue à Zombieland
- Oscars 2010 : meilleur acteur dans un second rôle pour The Messenger
- Critics Choice Awards 2010 : meilleur acteur dans un second rôle pour The Messenger
- Golden Globes 2013 : Meilleur acteur dans une mini-série ou un téléfilm pour Game Change
- Golden Globes 2015 : Meilleur acteur dans une mini-série ou un téléfilm pour True Detective
- Oscars 2018 : meilleur acteur dans un second rôle pour Three Billboards : Les Panneaux de la vengeance
- Golden Globes 2024 : Meilleur acteur dans une mini-série ou un téléfilm pour White House Plumbers

## Voix francophones
Du début des années 1990, au milieu des années 2000, plusieurs comédiens se sont succédé pour doubler Woody Harrelson. Renaud Marx, et Philippe Vincent ont été les premières voix régulières de l'acteur, l'ayant doublé à cinq et quatre reprises respectivement. Il a également été doublé à deux reprises chacun par Éric Herson-Macarel dans Proposition indécente et She Hate Me, Dominique Collignon-Maurin dans Larry Flynt et Palmetto ainsi que par Marc Saez dans  Kingpin et Spin City.
Durant cette période, il a été exceptionnellement doublé par les comédiens suivants :  Philippe Bellay dans Cheers, Éric Legrand dans Le Mystère de la baie, Pascal Renwick dans L.A. Story, Emmanuel Curtil dans Deux Cow-boys à New York, Patrick Laplace dans Tueurs nés, Gunther Germain dans Money Train, Bruno Dubernat dans Des hommes d'influence, Gérard Darier dans En direct sur Ed TV, Philippe Catoire dans Will et Grace, Mathias Casartelli dans Austin Powers 2 : L'Espion qui m'a tirée, Pierre Laurent dans Self Control, Xavier Fagnon dans L'Affaire Josey Aimes, Georges Caudron dans The Last Show et Éric Aubrahn dans No Country for Old Men.
Depuis 2008, Jérôme Pauwels est la voix française régulière de Woody Harrelson. En parallèle, Emmanuel Jacomy,, qui l'avait doublé en 1991 dans Doc Hollywood le retrouve dans Game Change, Sept psychopathes et True Detective, David Krüger le double dans Bienvenue à Zombieland et Retour à Zombieland, Alexandre Crépet dans Transsibérien, Loïc Houdré dans The Messenger, Jean-Pol Brissart dans L. B. Johnson, après Kennedy, Emmanuel Gradi dans Solo: A Star Wars Story et Jean-Michel Fête dans Sans Filtre.
Au Québec, Louis-Philippe Dandenault est la voix québécoise régulière de l'acteur. Bernard Fortin l'a doublé à treize reprises. Thiéry Dubé le double dans Sept vies et Solo : une histoire de Star Wars tandis que Alain Zouvi est sa voix dans Complot au crépuscule et Le Grand Blanc. Exceptionnellement, Jean-Luc Montminy le double dans Doc Hollywood, Daniel Lesourd dans Train d'enfer et  Frédéric Desager dans 2012.
Versions francophones
- Jérôme Pauwels dans Sept vies, 2012, Hunger Games, Insaisissables, Les Brasiers de la colère, La Planète des singes : Suprématie, Le Château de verre, Three Billboards : Les Panneaux de la vengeance, Venom, The Highwaymen, Midway, Kate[7], etc.
- Renaud Marx dans Les Adversaires, Coup d'éclat, The Big White, Bataille à Seattle et  Semi-pro[7],[n 2]
- Philippe Vincent; dans  Les Blancs ne savent pas sauter, The Sunchaser, La Ligne rouge A Scanner Darkly[7]

Versions québécoises
- Louis-Philippe Dandenault dans Semi-pro, Zombieland, Hunger Games, Les Psychopathes, Insaissiable, Triple 9, 17 ans, sérieusement ?, Wilson, La Guerre de la planète des singes, Venom, Midway[9], etc.
- Bernard Fortin dans Le Meurtre dans le sang, Le Roi de la Quille, Larry Flynt, Bienvenue à Sarajevo, Des hommes d'influence, La Mince ligne rouge, Corps et Âme, Méchant Malade, Le Vent du Nord, Réveil inattendu, Le messager, Amis modernes, Au cœur du brasier[9], etc.